# Fiesta de los locos

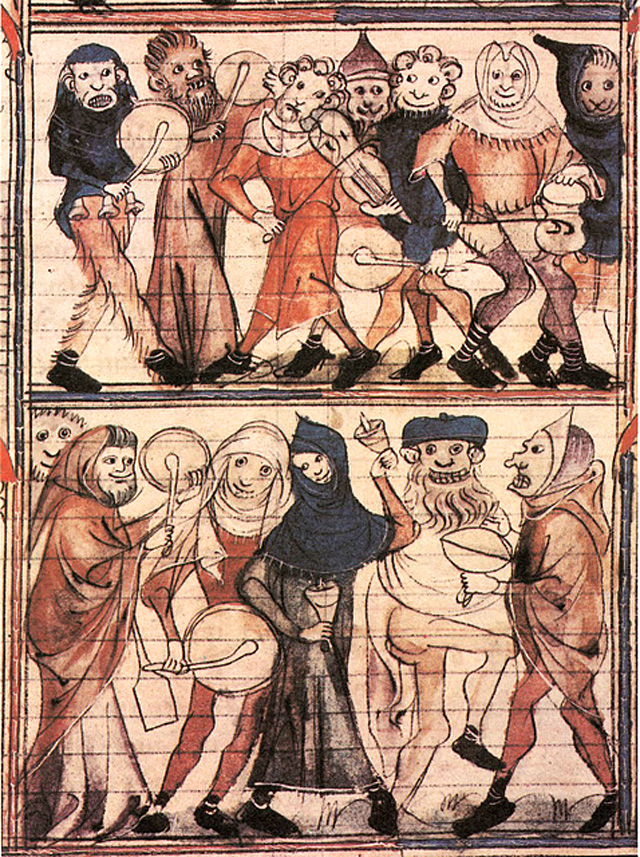
Miniatura de una Fiesta de los Locos

La fiesta de los locos era un regocijo lleno de sacrilegios e impiedades que los clérigos, diáconos y sacerdotes celebraban en algunas iglesias, durante el oficio divino, en cierto día, desde las fiestas de Navidad hasta la de reyes y principalmente el día primero de año y por esto se llamaba también la fiesta de las calendas. 
La carta circular de los doctores en teología de la facultad de París, enviada el año 1444 a todos los prelados de Francia  a fin de anular tal costumbre, dice expresamente y en propios términos que creaban los clérigos y sacerdotes un obispo o un papa y lo llamaban el obispo o el papa de los locos. Entraban enmascarados en la iglesia, vestidos de bufones y en trajes de mujeres. Danzaban en la nave y en el coro, cantando chanzonetas disolutas; comían carne sobre el borde mismo del altar al lado del sacerdote que ofrecía el sacrificio; jugaban allí mismo a los dados y perfumaban el altar con el humo de cueros viejos o podridos, que quemaban en sus incensarios y finalmente, cometían impiedades, dignas de la execración de todos los cristianos. Escribe Belet, doctor en teología de la facultad de París, que vivía el año de 1182, que la fiesta de los subdiáconos o de los locos, la hacían unos el día de la circuncisión y otros el día de reyes o durante la octava. Añade que se hacían cuatro danzas en la iglesia después de la fiesta de Navidad, que eran de los levitas o diáconos, de los sacerdotes, de los clérigos y de los subdiáconos. Refiere Guillermo Durando obispo de Mendo que danzaban en las iglesias
- el día de Navidad, inmediatamente después de vísperas, los diáconos, cantando una antífona en honor de San Esteban
- hacían lo mismo los sacerdotes el día de San Esteban en honor de San Juan Evangelista
- los clérigos de menores, el día mismo de San Juan Evangelista en honor de los santos inocentes
- los subdiáconos el día de la circuncisión o de la epifanía y se llamaba lo que hacían los subdiáconos en las iglesias el día de la circuncisión, la fiesta de los subdiáconos o la fiesta de los locos.

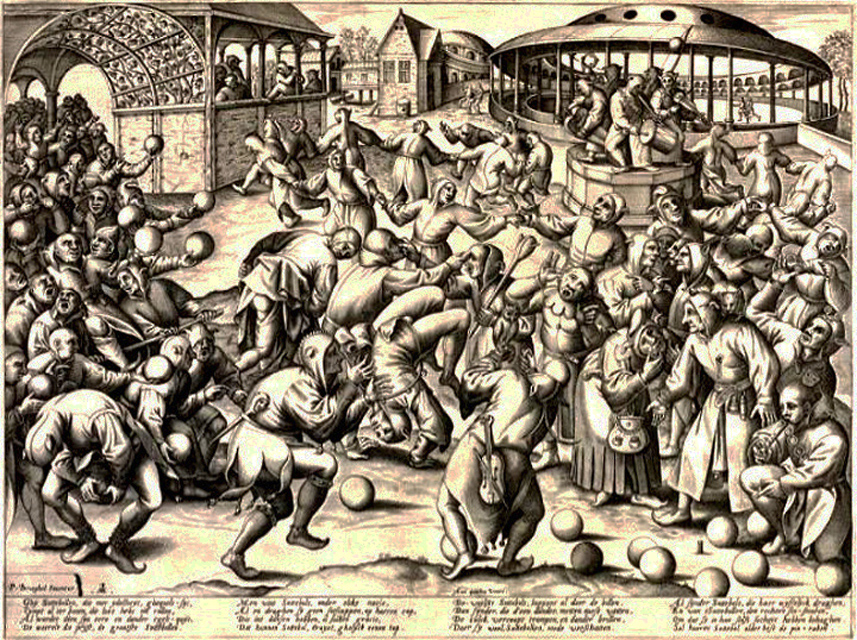
Fiesta de los Locos según Brueghel en un grabado de Van der Heyden

Aunque no obstante se daba el nombre de fiesta de los locos a los impíos regocijos de los demás días que se han notado. Asegura el doctísimo P. Theophilo Raynaudo, que en la chufla de esta fiesta, el día de S. Esteban le cantaba una prosa del asno que vio él en el ritual de una iglesia metropolitana, cuyo nombre calla, y que esta prosa le llamaba también la prosa de los locos. Añade que había otra que se cantaba en la misa, el día de San Juan Evangelista y que se llamaba la prosa del buey. Está dicho en el Concilio de Basilea que echaban en ciertas fiestas del año, algunos revestidos pontificalmente, con la cruz y la mitra. Se vestían otros de reyes y duques enmascarándose también otros para representar juegos de teatro. No era solamente en las iglesias catedrales y colegiatas donde se hacía la fiesta de los locos. Se había internado también en los monasterios de monjas y monjes.
Repara y advierte M. Du Cange que se llamaba en Francia esta fiesta, la fiesta de los subdiáconos y no porque allí no hubiese otros que la ejecutasen sino ellos, sino por alusión a la licenciosidad de los diáconos, que se abandonaban a semejantes iniquidades, como quien dijera la fiesta de los diáconos locos y borrachos. Refiere Belet, ya citado que había ciertas iglesias, en las cuales los obispos hacia fin del mes de diciembre, jugaban y se entretenían familiarmente con su clero y diocesanos, ya al palmo ya a las bolas ya a otros juegos, lo cual era una imitación de los saturnales de los paganos, durante los cuales hacían los amos festines y se recreaban con sus criados y esclavos sin diferencia alguna de condición. Dice en adelante que se practicaba esta costumbre en el arzobispado de Reims y en otras diócesis muy considerables. Mas esto no era lo que se llama la fiesta de los locos cuyos excesos y abominaciones causaban otros desórdenes.

## Condena de la fiesta

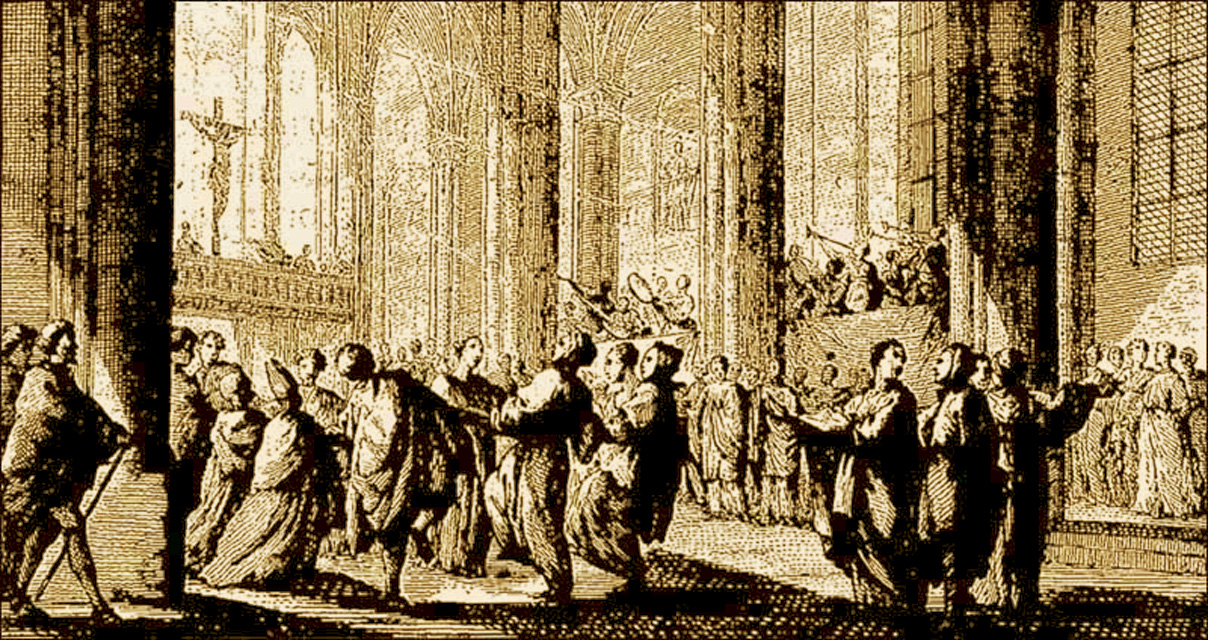
Fiesta de los Locos en la Catedral de Nimes

Esto es por lo que nada excusaron los papas y los concilios para contener de tal impiedad el curso y el progreso. Esto se ve por la carta de Pedro de Capua, cardenal legado en Francia, el año 1198, en la cual manda a Eudes de Sully, obispo de París, anule lo más pronto que fuera posible, semejante fiesta en su diócesis. Este prelado en los años 1198 y 1199, publicó dos ordenanzas que contenían rigurosísimas prohibiciones de continuar aquellas enormidades y sacrilegios y para anular y extinguir enteramente costumbre tan execrable, estableció en la iglesia de París el oficio de la circuncisión. El concilio de París que tuvo lugar en el año 1212 renovó similares prohibiciones. Se halla notado en este concilio que tomaba uno de aquellos locos una cruz y vestía todos los demás ornamentos de un obispo. Esta impiedad prohibiría igualmente el sínodo de Langres el año 1404, el de Basilea el de 1435, el de Ruan en 1445 conforme a la censura de la universidad de París en el de 1444, el sínodo de Sens en el de 1528; de León y de Toledo en el de 1566. Se veía aún este abuso en Inglaterra hacia el año 1530 porque se hace memoria en un inventario de los ornamentos de la iglesia de York hecho en aquel tiempo de una mitra pequeña y un anillo para el obispo de los muchachos y obispillo que decimos, etc.

## Origen de la fiesta
Creen muchos que tomaron los Latinos de los Griegos esta costumbre, lo cual parece indicarlo allí Anastasio en su versión del octavo concilio celebrado el año 859. Sea lo que fuere, es verosímil que debía el primer exordio de esta fiesta proviene de la superstición de los Paganos los cuales se disfrazaban el primer día del año, vistiendo pieles de bestias como ciervos y ciervas a fin de representar a estos animales, lo cual imitaron los cristianos de suerte que mandaron los obispos oraciones públicas y procesiones con ayuno en tal día para oponerse al torrente de tan pésima costumbre como todo se evidencia por el IV concilio de Toledo el año 635. Mucho tiempo antes, había San Agustín en el sermón 251 de tempore, mandado castigar vigorosamente a los que se encontrase haber incurrido en tanta impiedad, así como acabamos de decirlo, se aplicaron los concilios, los papas y obispos a destruir, extirpar y defraigar este desorden enteramente.